# Beijing Media
Grupa mediowa Beijing Youth Daily (北京青年报社) – jedna z dużych chińskich grup mediowych, skoncentrowana wokół „Pekińskiego Dziennika Młodzieżowego” („Beijing Youth Daily”). Pod względem redakcyjnym jest w całości zarządzana przez Pekiński Komitet Ligi Młodzieży Komunistycznej, a pod względem gospodarczym – przez Beijing Media Corp. Ltd.

## Działalność gospodarcza grupy
Z grupy mediowej zostały wyodrębnione działy nie związane bezpośrednio z redakcją gazet, do komercyjnej Beijing Media Corp. Ltd., notowanej od 22 grudnia 2004 na giełdzie w Hongkongu pod numerem 1000. Wśród jej zadań zapisanych w statucie jest sprzedaż ogłoszeń, druk gazet i czasopism, handel artykułami drukowanymi, a także jako działalność poboczna – dystrybucja gazet, atramentu oraz artykułów biurowych. Organizuje też imprezy sportowe.
W 2007 firma przyniosła 837,7 mln RMB (ok. 85 mln euro) przychodu wobec 792,5 mln RMB w 2006, a zysk netto wyniósł 10,64 mln RMB (1,08 mln euro) wobec 21,92 mln RMB w 2006.
Prezesem zarządu jest Zhang Yanping, a dyrektorem zarządzającym Sun Wei.

## Gazety i czasopisma grupy
Grupa obejmuje między innymi:
- „Pekiński Dziennik Młodzieżowy” (北京青年报, „Beijing Youth Daily”)
- „Pekiński Tygodnik Młodzieżowy” (北京青年周刊, „Beijing Youth Weekly”) – obecnie oznaczany literami BQ na okładce, wzoruje się na plotkarskich angielskich magazynach „Hello” i „OK!”
- „Weekend Młodzieżowy” (青年周末, „Youth Weekend” lub „yWeekend”)
- „Beijing Today” (今日北京) – tygodnik anglojęzyczny
- „Relaks i moda” (休闲时尚, „Leisure Fashion”)
- „The First” (竞报) – dziennik stworzony we współpracy z Beijing Daily Group i Shanghai Media Group, w nadziei na uzyskanie prawa do używania symboli olimpijskich do zwiększenia sprzedaży (co ostatecznie nie nastąpiło)
- „Dziennik Młodzieżowy Hebei” (河北青年报, „Hebei Youth Daily”) – wydawany we współpracy z Komitetem Hebei Chińskiej Komunistycznej Ligi Młodzieżowej
- Portal internetowy Ynet.com (chiń. 北青网, pinyin Běi Qīng Wǎng) – utworzony w roku 2000
- Portal internetowy Qianlong.COM